# Alchemilla walasii
Alchemilla walasii es una especie de planta del género Alchemilla, perteneciente a la familia Rosaceae.

## Taxonomía
Alchemilla walasii fue descrita por Pawł. en 1953.

## Distribución
Se encuentra en el territorio centro y este de Europa.